# Чуян, Игорь Петрович
Игорь Петрович Чуян (род. 22 июля 1966 года, г. Нежин, Черниговская область, УССР, СССР) — российский государственный деятель, руководитель Федеральной службы по регулированию алкогольного рынка (2009—2018).

## Биография
Родился 22 июля 1966 года в г. Нежин Черниговской области Украинской ССР.
В 1990 году — окончил Ленинградский военно-механический институт имени Д. Ф. Устинова (сейчас — Балтийский государственный технический университет «Военмех») по специальности «радиоэлектронные системы и комплексы».
С 2000 по 2002 годы — сотрудник Санкт-Петербургского завода шампанских вин акционерного общества закрытого типа «Игристые вина».
С 2002 по 2009 годы — работал во ФГУП «Росспиртпром»: советник генерального директора (2002—2004), руководитель департамента маркетинга (2004—2005), первый заместитель генерального директора Петра Мясоедова (2005—2006), с 16 по 19 июня 2006 года — и. о. генерального директора, с 19 июня 2006 года по 4 февраля 2009 года — генеральный директор ФГУП «Росспиртпром» (с 2008 года — открытое акционерное общество — ОАО).
Член советов директоров ОАО «Московский завод „Кристалл“» (2005—2009), ОАО «Росспиртпром» (2009—2011).
До 2009 года был также генеральным директором ряда коммерческих фирм в Санкт-Петербурге.
С 19 января 2009 года по 11 июля 2018 года — руководитель Федеральной службы по регулированию алкогольного рынка.
12 мая 2014 года получил выговор за «ненадлежащую организацию работы по обеспечению исполнения поручений правительства РФ» от премьер-министра Дмитрия Медведева, 22 декабря 2014 года распоряжением правительства дисциплинарное взыскание было снято.
С 2003 года — занимал пост президента Ассоциации экономического и социального развития регионов Санкт-Петербурга.
В 2010 году — был присвоен чин действительного государственного советника Российской Федерации III класса.

### Уголовное дело и преследование
После отставки в 2018 году в его отношении было возбуждено уголовное дело по ч. 2 и ч. 3 ст. 201 Уголовного кодекса Российской Федерации («Организация злоупотребления полномочиями, повлекшего тяжкие последствия»): как следует из материалов дела, в период с 2013 по 2016 годы без согласия совета директоров банка «Объединенный финансовый капитал» (ОФК-банк) были выданы более сотни ничем не обеспеченных кредитов, получателем являлись компании, подконтрольные одному из крупнейших на тот момент дистрибьюторов алкогольной продукции — ООО «Статус-групп», при этом сами получатели кредитов, по версии следствия, были фирмами-однодневками, а их руководителями являлись бывшие и действующие сотрудники ОФК-банка и «Статус-групп». В ходе расследования сотрудники Следственного комитета РФ выяснили, что бенефициаром ОФК-банка и «Статус-групп» являлся Игорь Чуян. Общая сумма ущерба от незаконных действий Чуяна оценивалась следствием в 30 млрд рублей.
В 2018 году — переехал в Израиль, а банк «Объединенный финансовый капитал» был лишен лицензии и объявлен банкротом.
25 декабря 2018 года Басманным судом города Москвы был заочно арестован и объявлен в международный розыск.
В 2019 году были арестованы шесть объектов недвижимости, принадлежащих семье Игоря Чуяна, на общую сумму почти 260 миллионов рублей, а в августе 2021 года были арестованы счета и имущество на сумму 3,4 миллиарда рублей.
В октябре 2021 года был задержан полицией Черногории по запросу Интерпола.
В 2022 году властями Черногории было отказано в его выдачи (дело посчитали политически мотивированным).

## Награды
- Почётная грамота Правительства Российской Федерации (2010)